# Cosroes Gabeliano
Cosroes (em grego: Χοσρόης; romaniz.: Chrosróes; em latim: Chosroes; em armênio: Խոսրով; romaniz.: Χosrov; em parta: 𐭇𐭅𐭎𐭓𐭅; romaniz.: Χusrow) foi um nobre armênio do século V da família Gabeliano, ativo no reinado do xainxá Isdigerdes II (r. 438–457).

## Nome
Osroes (em grego: Οσρόης, Osróes) ou Cosroes (Χοσρόης, Chosróes) é a variante grega e latina do parta e persa médio Cusrou (𐭇𐭅𐭎𐭓𐭅, Xusrōw) ou Cusrau (Xusraw), que por sua vez deriva do avéstico Haosrauuah ("aquele que tem boa fama"). Foi registrado como Cosrove (Խոսրով, Xosrov) em armênio, Quisra (كسرى, Kisra) em árabe e Cosrove (خسرو, Ḫosrow) em persa novo.

## Contexto

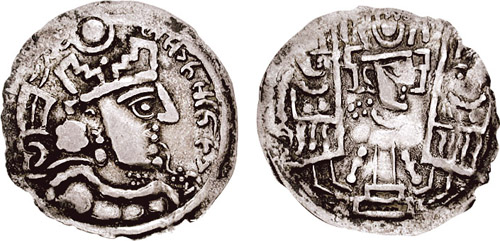
Dracma de r.

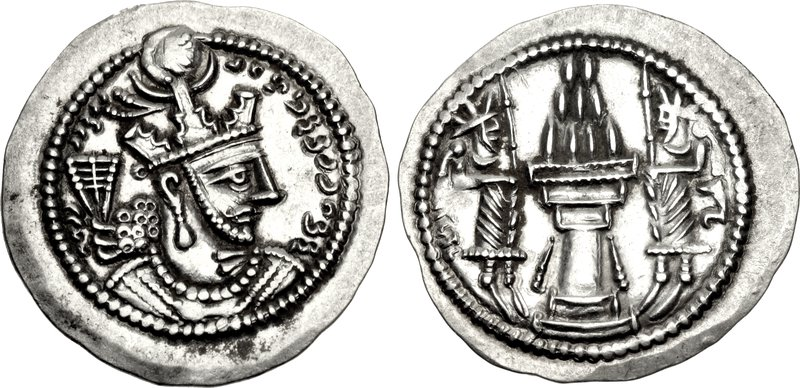
Dracma de r.

Em 428, os nacarares da Armênia peticionaram ao xainxá Vararanes V (r. 420–438) para que destronasse o rei Artaxias IV (r. 422–428) e abolisse a dinastia arsácida. Para governar o país, Vemir-Sapor foi nomeado como marzobã e e Vaanes II foi designado à tenência real. Vemir-Sapor morreu em 442, após uma administração considerada justa e liberal, na qual conseguiu manter a ordem sem ferir o sentimento nacional de frente. Vasaces I substituiu-o como marzobã. Vararanes permitiu a manutenção do cristianismo, enquanto procurava acabar com a influência do Império Bizantino sobre a Igreja da Armênia ao anexá-la à Igreja do Oriente. Contudo, seu filho e sucessor, Isdigerdes II (r. 438–457), era um pietista masdeísta e se comprometeu a impor o masdeísmo na Armênia.

## Vida
A parentela de Cosroes é desconhecida, exceto que pertencia à família Gabeliano. Segundo Eliseu, o Armênio, foi um dos nobres que lutaram na revolta de Vardanes II Mamicônio (450–451) contra Isdigerdes II e suas políticas religiosas. Ao ser mencionado, afirma-se que ficou junto daqueles que se convenceram da causa de Vardanes e decidiram resistir, ao contrário dos demais que aceitaram permanecer ao lado do pró-iraniano Vasaces.